# Tone Dialing
Tone Dialing è un album discografico del musicista jazz statunitense Ornette Coleman pubblicato nel 1995 su etichetta Harmolodic/Verve. Si tratta della prima uscita ufficiale dell'etichetta Harmolodic.

## Tracce
- Tutti i brani sono opera di Ornette Coleman tranne dove indicato diversamente

1. Street Blues - 4:58
2. Search for Life - 7:32
3. Guadalupe - 4:10
4. Bach Prelude (Johann Sebastian Bach) - 5:40
5. Sound Is Everywhere - 3:34
6. Miguel's Fortune - 6:04
7. La Capella - 4:32
8. O.A.C. - 3:47
9. If I Knew as Much About You (As You Know About Me) - 2:36
10. When Will I See You Again - 2:46
11. Kathelin Gray (Coleman, Pat Metheny) - 4:41
12. Badal - 4:42
13. Tone Dialing - 1:45
14. Family Reunion - 4:07
15. Local Instinct - 2:56
16. Ying Yang - 2:56

## Formazione
- Ornette Coleman - sax alto, tromba, violino
- Dave Bryant - tastiere
- Chris Rosenberg, Ken Wessel - chitarra
- Bradley Jones, Al MacDowell - basso
- Chris Walker - basso, tastiere
- Denardo Coleman - batteria
- Badal Roy - tabla, percussioni
- Avenda Khadija, Moishe Nalm - voce